# Св. св. Кирил и Методий (Долна Кремена)
„Св. св. Кирил и Методий“ е православен храм във врачанското село Долна Кремена, България, част от Врачанската епархия на Българската патриаршия.

## История
Изграждането на църквата започва в 1935 година. Инициативата за изграждането ѝ е на църковното настоятелство на старата църква „Свети  Никола“ с председател свещеник Иван Вълчинов. За осъществяването на идеята основна роля има енорийският свещеник Марко Мончев, подкрепян от кметовете на централната горнокременска община Ангел Петрински и Марин Розов, кметския наместник Дано Цинцарски и спомоществователи (сем Балабанови, Любен Хаджикостов, Минко Цветков и хаджи Тошо Ганов. Проектът е дело на врачанското архитектурно-инженерно бюро „Никола Новоселски – Петър Дограмаджиев“, осъществява го предприемачът Войко Величков от Бяла Слатина.
Готовият храм е осветен от митрополит Паисий Врачански на 8 май 1938 година.
Храмът има ценен резбован иконостас, дело на дебърски майстори от рода Филипови, начело с Филип Иванов, който в 1937 година получава 19 000 лева за иконостаса. Олтарните икони са дело на Стефан Юлиевич Шарич.